# هانس اسکیلسون
هانس اسکیلسون (انگلیسی: Hans Eskilsson؛ زادهٔ ۲۳ ژانویهٔ ۱۹۶۶) بازیکن فوتبال اهل سوئد است.
از باشگاه‌هایی که در آن بازی کرده‌است می‌توان به باشگاه فوتبال ای‌آی‌کی، باشگاه فوتبال اسپورتینگ، باشگاه ورزشی براگا، باشگاه فوتبال هامارابی، باشگاه فوتبال هارت آف میدلوتیان، باشگاه فوتبال اوسترشوندس و باشگاه ورزشی اشتوریل پرایا اشاره کرد.
وی همچنین در تیم‌های ملی فوتبال زیر ۲۱ سال، و بزرگسالان سوئد بازی کرده‌است.

## دوران ملی
اسکیلسون در طول دو سال هشت بازی ملی برای سوئد انجام داد که اولین بازی او در سال ۱۹۸۸ انجام شد. همچنین در آن سال، او در المپیک ۱۹۸۸ سئول برای تیم ملی فوتبال المپیک سوئد بازی کرد و در دو بازی حضور یافت.

## زندگی شخصی
وی با مالین سوئدبرگ، دیگر بازیکن فوتبال ازدواج کرد و حاصل ازدواج آن‌ها، دو فرزند است که یکی از آن‌ها ویلیوت سوئدبرگ است که هم‌اکنون به عنوان فوتبالیست حرفه‌ای برای باشگاه فوتبال سلتاویگو در لا لیگا بازی می‌کند.

### پس از بازنشستگی از فوتبال
اندکی پس از بازنشستگی، اسکیلسون مدت کوتاهی به‌عنوان مربی در باشگاه‌های دسته پایین‌تر اوسترسوندز و انکوپینگ اس‌کی مربیگری کرد. او پس از آن به یک بازیکن حرفه‌ای پوکر تبدیل شد.